# Alexandros Kyziridīs
Alexandros Kyziridīs (in greco Αλέξανδρος Κυζιρίδης?; Skydra, 16 settembre 2000) è un calciatore greco, attaccante dello Zemplín Michalovce.

## Caratteristiche tecniche
È una ala sinistra.

## Carriera
Cresciuto nel settore giovanile dell'Īraklīs, nel 2019 debutta in terza divisione prima di essere acquistato dal Volo; qui fa il suo esordio fra i professionisti giocando l'incontro di Souper Ligka Ellada perso 4-0 contro l'Arīs Salonicco. Al termine della stagione viene acquistato dal ViOn Z.M.

## Statistiche
Statistiche aggiornate all'8 marzo 2021.

### Presenze e reti nei club
| Stagione        | Squadra         | Campionato      | Campionato | Campionato | Coppe nazionali | Coppe nazionali | Coppe nazionali | Coppe continentali | Coppe continentali | Coppe continentali | Altre coppe | Altre coppe | Altre coppe | Totale | Totale | Totale |
| Stagione        | Squadra         | Comp            | Pres       | Reti       | Comp            | Pres            | Reti            | Comp               | Pres               | Reti               | Comp        | Pres        | Reti        | Pres   | Reti   |        |
| --------------- | --------------- | --------------- | ---------- | ---------- | --------------- | --------------- | --------------- | ------------------ | ------------------ | ------------------ | ----------- | ----------- | ----------- | ------ | ------ | ------ |
| 2018-2019       | Īraklīs         | FL              | 1          | 0          | CG              | 0               | 0               |                    | -                  | -                  |             | -           | -           | 1      | 0      |        |
| 2019-2020       | Volo            | SL              | 6          | 1          | CG              | 2               | 0               |                    | -                  | -                  |             | -           | -           | 8      | 1      |        |
| 2020-2021       | ViOn Z.M.       | SL              | 19         | 5          | CS              | 1               | 0               |                    | -                  | -                  |             | -           | -           | 20     | 5      |        |
| Totale carriera | Totale carriera | Totale carriera | 26         | 6          |                 | 3               | 0               |                    | -                  | -                  |             | -           | -           | 29     | 6      |        |